# Alliance socialiste républicaine

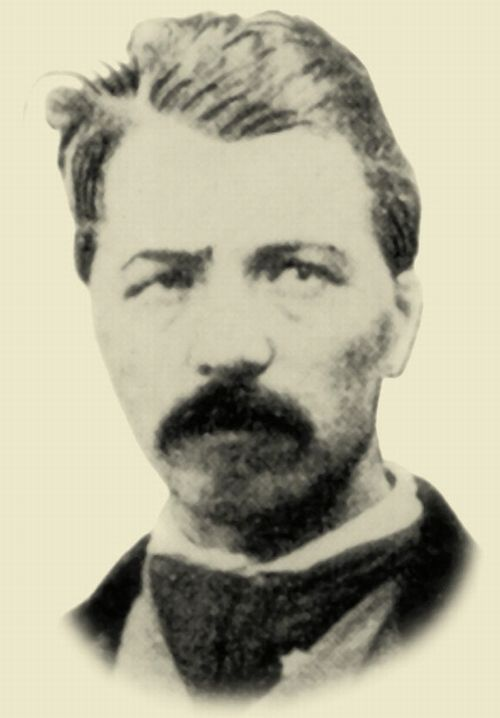
Albert Theisz

Die Alliance socialiste républicaine (Sozialistisch-Republikanische Allianz, ASR) war eine politische Partei im Frankreich der Dritten Republik. Sie war eine kleine Partei, die um 1881, anscheinend durch eine Annäherung zwischen den Reformisten der Fédération des travailleurs socialistes de France und dem linken Flügel des Radikalismus, gegründet wurde. Die Alliance socialiste républicaine vertrat einen reformistischen, nicht revolutionären Sozialismus „für die Vereinigung auf dem Gebiet der politischen Aktion und der sofort durchführbaren praktischen Reformen“.
Die Mitglieder der ASR, darunter viele ehemalige Kommunarden, teilten sich später auf die anderen sozialistischen Richtungen und die Radikalsozialisten auf.

## Bekannte Mitglieder
- Charles Amouroux[2], ehemaliger Kommunarde und späterer Abgeordneter
- Arthur Arnould[3], ehemaliger Kommunarde
- Augustin Avrial[4]
- Georges Clemenceau (1841–1929), Journalist, Politiker und Staatsmann der Dritten Republik
- Charles Longuet (1839–1903), Journalist und Proudhonist
- Stephen Pichon (1857–1933), Politiker
- Albert Theisz[5], Parteigründer